# Pyttis

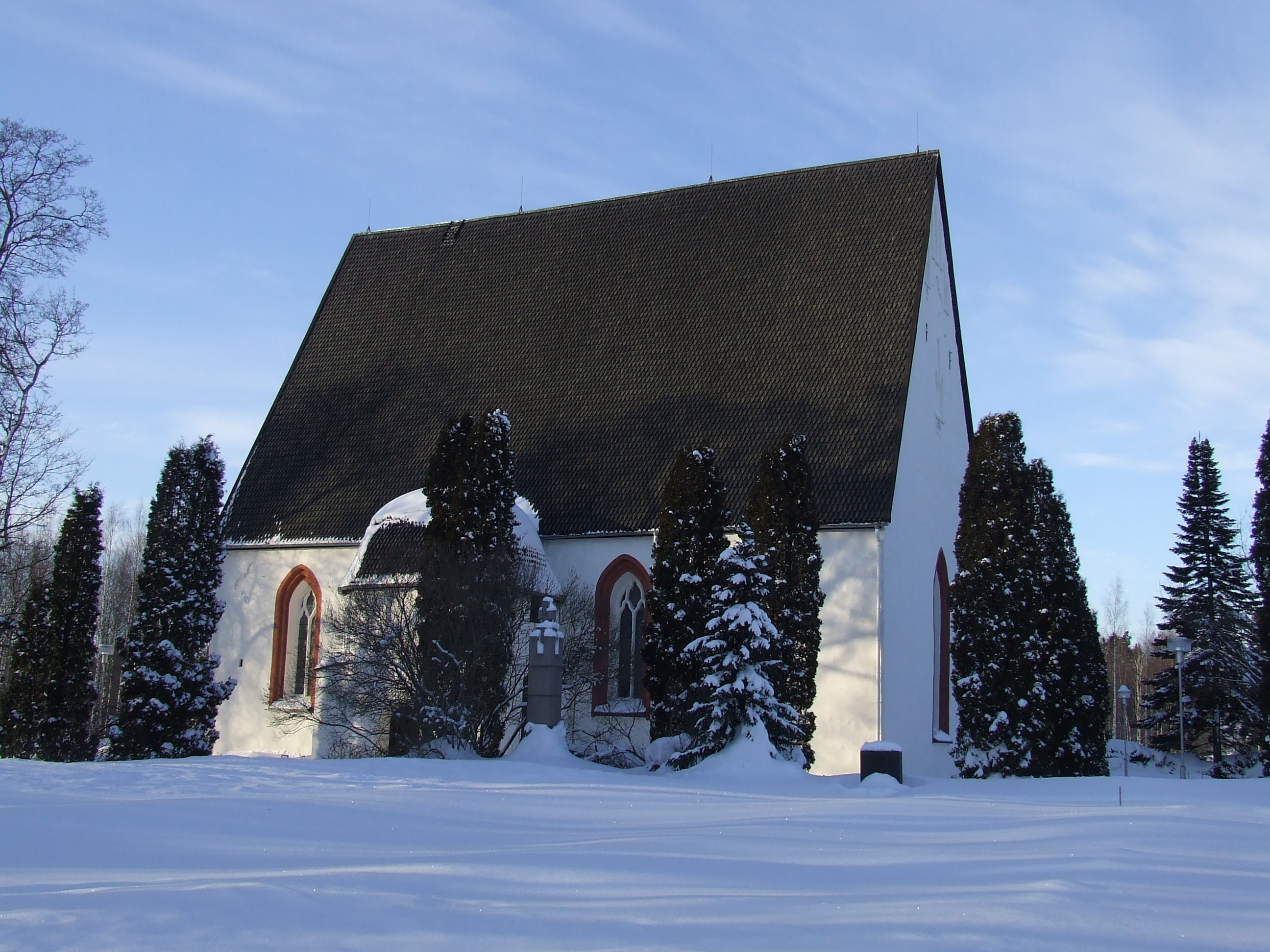
Pyttis kyrka.

Pyttis (finska: Pyhtää) är en kommun i landskapet Kymmenedalen i Finland. Folkmängden i Pyttis kommun uppgick år 2021 till cirka 5 119 invånare och den totala arealen utgörs av 780,96 km². Folkmängden i centralorten Broby uppgick den 31 december 2014 till 2 863 invånare. Kommunen (Pyttis socken) grundades år 1422, och gränsar i dagsläget i väster till Lovisa stad, i norr till Kouvola stad och i öster till Kotka stad. Pyttis kommun genomflyts av den ena sidogrenen av Kymmene älv.
Pyttis kommuns språkliga status är tvåspråkig med finska som majoritetsspråk och svenska som minoritetsspråk (8,4 % år 2012).  Kommunen är det svenska språkområdets sydostligaste utpost, och den enda kommunen inom landskapet Kymmenedalen som är officiellt tvåspråkig.
Pyttis kommun ingår i Kotka-Fredrikshamns ekonomiska region.

## Historia
Pyttis nämns första gången i en urkund från 1347. Ortens historia sträcker sig dock betydligt längre bakåt i tiden. Av minnen från forna tider har här påträffats spår av gammal bosättning från stenåldern. Efter korstågen på 1100-talet koloniserades kusttrakterna i södra Finland av svenska nybyggare, som då bland annat slog ner sina bopålar i Pyttistrakten. Pyttis har genom tiderna fått genomlida svåra umbäranden, och ofta varit, på grund av sitt geografiska läge, en krigsskådeplats. Till exempel vid fredsfördraget mellan Sverige och Ryssland 1743 delades Pyttis socken i två delar, så att den ena delen hamnade i Ryssland och den andra delen i Sverige. Den svenskspråkiga andelen av kommunens befolkning har under årens lopp sjunkit. År 1960 utgjorde finlandssvenskarna ännu 22,60 % av befolkningen, 1987 hade andelen sjunkit till 13,26 % och 2002 till 10,97 %. Den neråtgående trenden har fortsatt, så att år 2012 hade finlandssvenskarnas andel sjunkit till 8,4 %.
Då Strömfors vid årsskiftet 2009/2010 sammanslogs med Lovisa överfördes delar av Strömfors till Pyttis.

## Geografi

### Tätorter
Vid tätortsavgränsningen den 31 december 2014 fanns det tre tätorter i Pyttis kommun
| Nr | Tätort         | Folkmängd |
| -- | -------------- | --------- |
| 1  | Broby          | 2 863     |
| 2  | Pyttis kyrkoby | 709       |
| 3  | Svartbäck      | 279       |

Centralorten är i fet stil.

### Orter
| - Broby (tidigare Stor Kuppis, finska: Siltakylä) - är kommunens centralort. - Fagerö (finska: Kaunissaari (Pyhtää)) - Haavisto (överförd 1.1.2010 från f.d. Strömfors kommun) - Heinlax (finska: Heinlahti) - Hinkaböle - Hirvikoski (tidigare Österhirvikoski) - Klåsarö (finska: Loosari) - Malm (finska Malmi), - Mogenpört (finska: Munapirtti) - Prästgården (finska: Pappila) - Pörtnor (finska: Pirtnuora) |  | - Stensnäs (tidigare Lillkuppis) (finska: Kiviniemi). - Storabborrfors (finska: Suur-Ahvenkoski) - Svartbäck (finska: Purola) - Vastila (tidigare Västerhirvikoski) (överförd 1.1.2010 från f.d. Strömfors kommun) - Västerby (tidigare Västerkuppis) (finska Länsikylä) - Västerkvarnby (finska: Länsimyllykylä) - Västerkyrkoby (finska: Länsikirkonkylä) - Österkvarnby (finska: Itämyllykylä) - Österkyrkoby (finska: Itäkirkonkylä). I byn låg tidigare herrgården Stockfors som sedermera blev ett bruk. |

### Övriga geografiska namn
I kommunen finns öarna Mogenpört, Fagerö, Långviran (fi. Pitkäviiri) och Pyttisön (fi. Pyhtäänsaari) samt mossen Äggmossen (fi. Munasuo) som ingår i Valkmusa nationalpark.

## Styre och politik

### Mandatfördelning i Pyttis kommun, valen 1976–2021
| 4 | 10 | 4 | 4 |  | 4 |

| 3 | 9 |  | 4 | 4 |  | 5 |

| 3 | 10 | 5 | 3 |  | 5 |

| 2 | 10 |  | 5 | 3 | 6 |

| 3 | 10 | 2 | 4 | 3 | 5 |

| 2 | 9 | 2 | 6 | 3 | 5 |

| 3 | 9 |  | 6 | 4 | 4 |

|  | 10 |  | 7 | 3 | 5 |

| 18 | 9 |

|  | 7 | 3 | 2 | 6 | 2 | 6 |

| 14 | 13 |

| 5 | 2 |  | 4 | 5 | 3 | 7 |

| 15 | 12 |

|  | 5 | 2 | 5 | 4 | 3 | 7 |

| 16 | 11 |

|  | 5 | 2 | 5 | 4 | 2 | 8 |

| 14 | 13 |

### Vänorter
Pyttis kommun bedriver vänortsverksamhet med följande tre orter:
- Nacka kommun, Sverige, sedan 1990
- Haljala, Estland, sedan 1989
- Vihula, Estland, sedan 1989

## Utbildning
I Pyttis kommun finns en svenskspråkig grundskola, Pyttis svenska skola (åk 1 – 6 ) som ligger i Svartbäck. Undervisning för årskurserna 7-9 och gymnasieundervisning på svenska ges i Kotka Svenska Samskola. En svenskspråkig förskola verkar även i Pyttis svenska skola. I kommunen verkar också tre finskspråkiga grundskolor, Huutjärven koulu, Hirvikosken koulu och Suur-Ahvenkosken koulu.

## Demografi

### Befolkningsutveckling
| Befolkningsutvecklingen i Pyttis kommun 1975–2020                                                            | Befolkningsutvecklingen i Pyttis kommun 1975–2020 | Befolkningsutvecklingen i Pyttis kommun 1975–2020 | Befolkningsutvecklingen i Pyttis kommun 1975–2020 | Befolkningsutvecklingen i Pyttis kommun 1975–2020 |
| --- | ------------------------------------------------- | ------------------------------------------------- | ------------------------------------------------- | ------------------------------------------------- |
| |                                                   |                                                   |                                                   |                                                   |
| År |                                                   |                                                   | Folkmängd                                         |                                                   |
| 1975 | 1975                                              |                                                   | 4 872                                             |                                                   |
| 1980 | 1980                                              |                                                   | 5 218                                             |                                                   |
| 1985 | 1985                                              |                                                   | 5 372                                             |                                                   |
| 1990 | 1990                                              |                                                   | 5 482                                             |                                                   |
| 1995 | 1995                                              |                                                   | 5 428                                             |                                                   |
| 2000 | 2000                                              |                                                   | 5 253                                             |                                                   |
| 2005 | 2005                                              |                                                   | 5 138                                             |                                                   |
| 2010 | 2010                                              |                                                   | 5 355                                             |                                                   |
| 2015 | 2015                                              |                                                   | 5 321                                             |                                                   |
| 2020 | 2020                                              |                                                   | 5 125                                             |                                                   |
| Anm: Uppgifterna avser förhållandena den 31 december nämnda år enligt områdesindelningen den 1 januari 2022. |                                                   |                                                   |                                                   |                                                   |

## Sevärdheter
- Pyttis kyrka. En medeltida gråstenskyrka från 1460-talet.
- Valkmusa nationalpark. Nationalpark med stora våtmarker och en rik fågelfauna.
- Östra Finska vikens nationalpark. Nationalparken ligger i yttre skärgården.
- Abborrfors gård. Herrgård från 1800-talet med anor från medeltiden.

## Bildgalleri

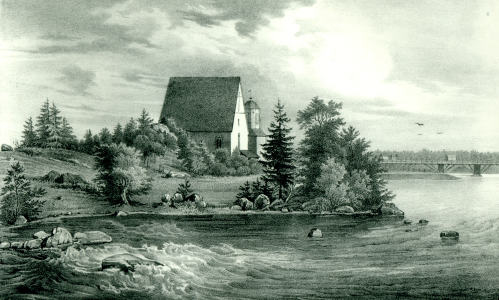
Pyttis kyrka sedd från norr. Litografi av Johan Knutson, i mitten av 1800-talet
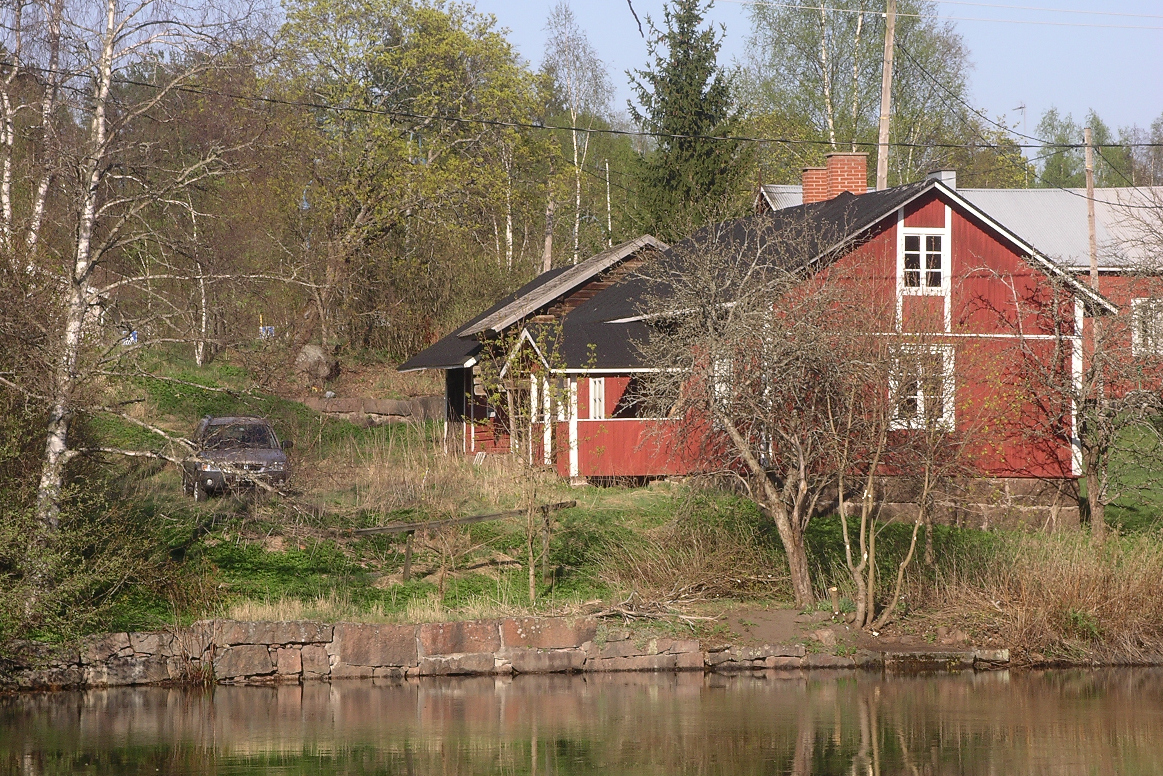
En äldre gård i Österkyrkoby strax söder om kyrkan, invid Kymmene älv
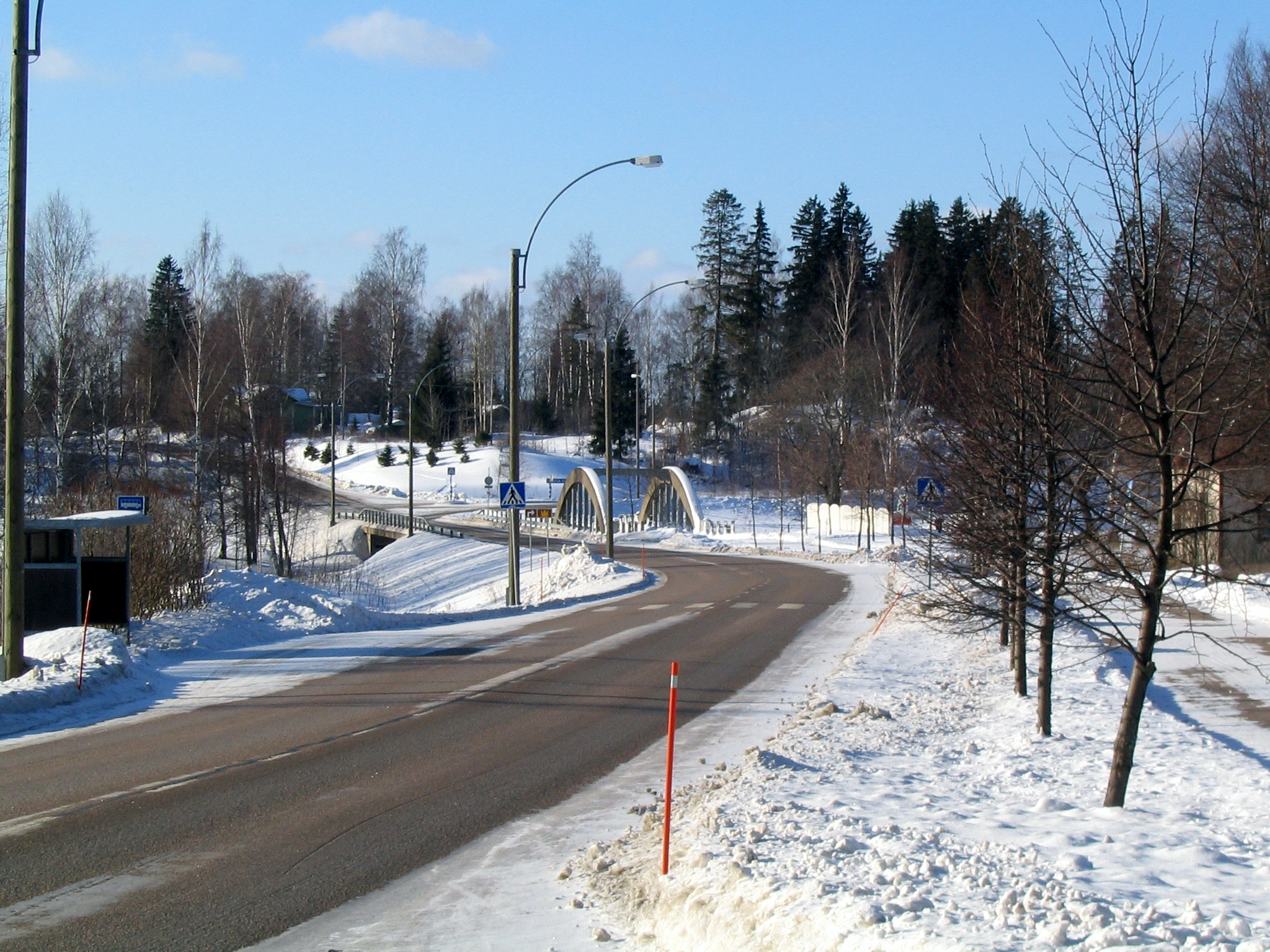
Bron i Broby
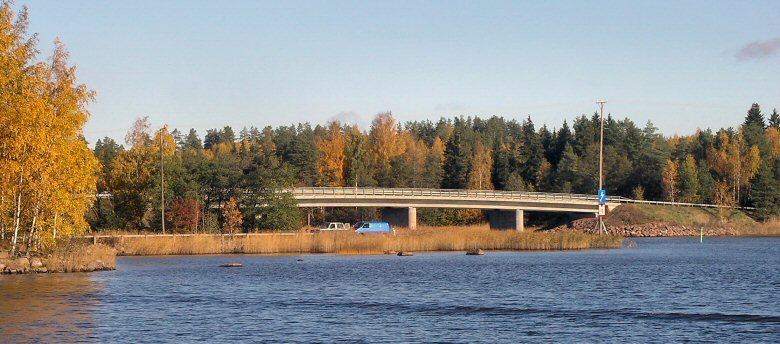
Bron över Spjutsundet mellan Svartbäck och Mogenpört
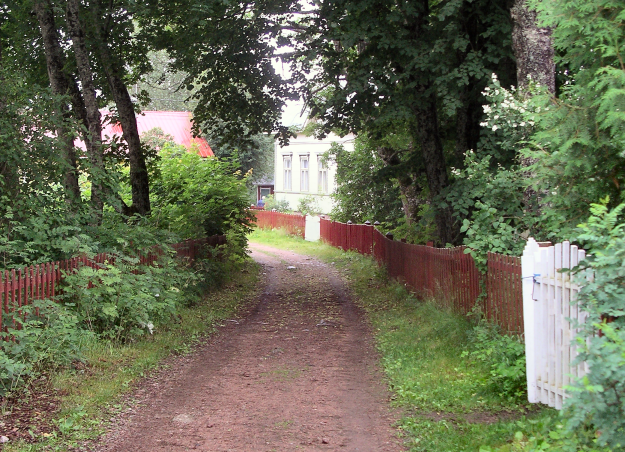
En bygata i Fagerö by
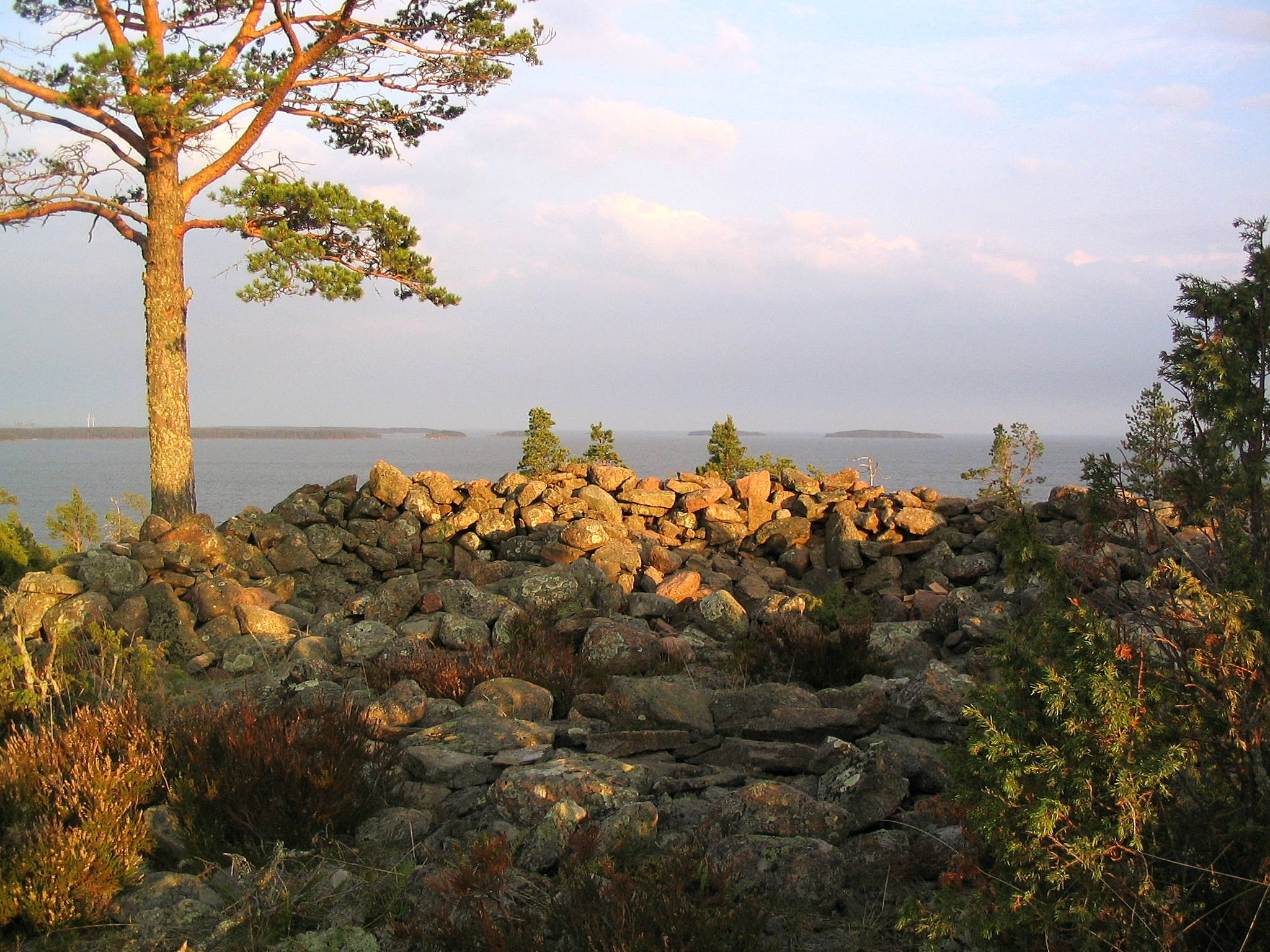
En grav från bronsåldern
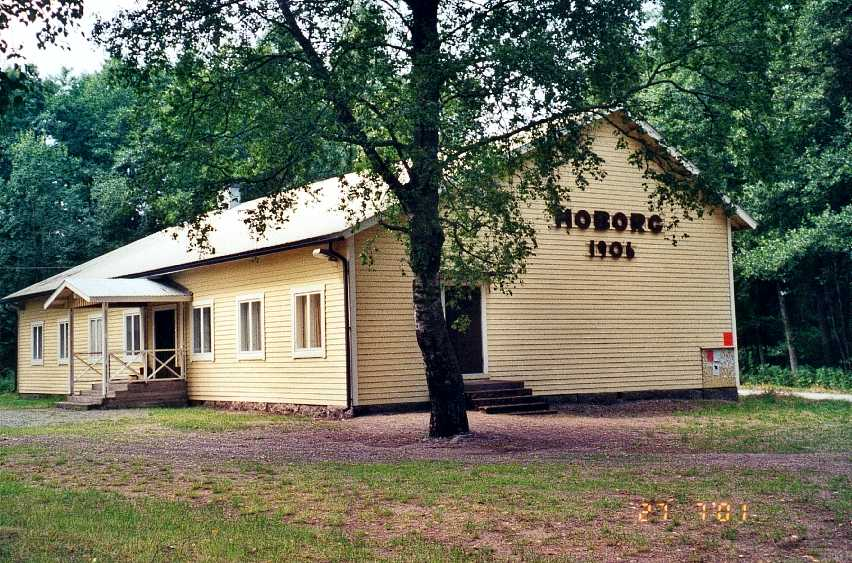
Föreningshuset Moborg på Mogenpört
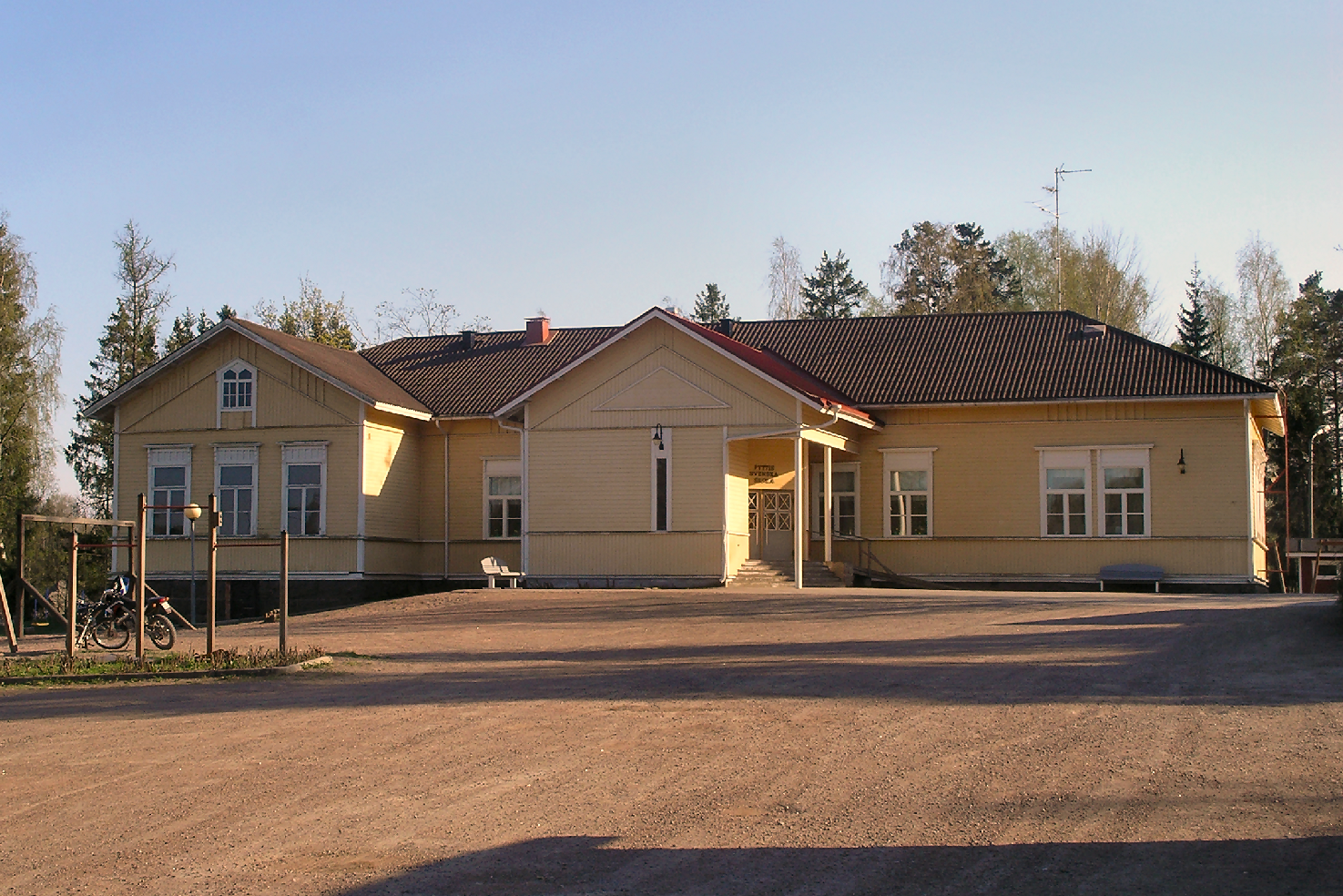
Pyttis svenska skola i Svartbäck
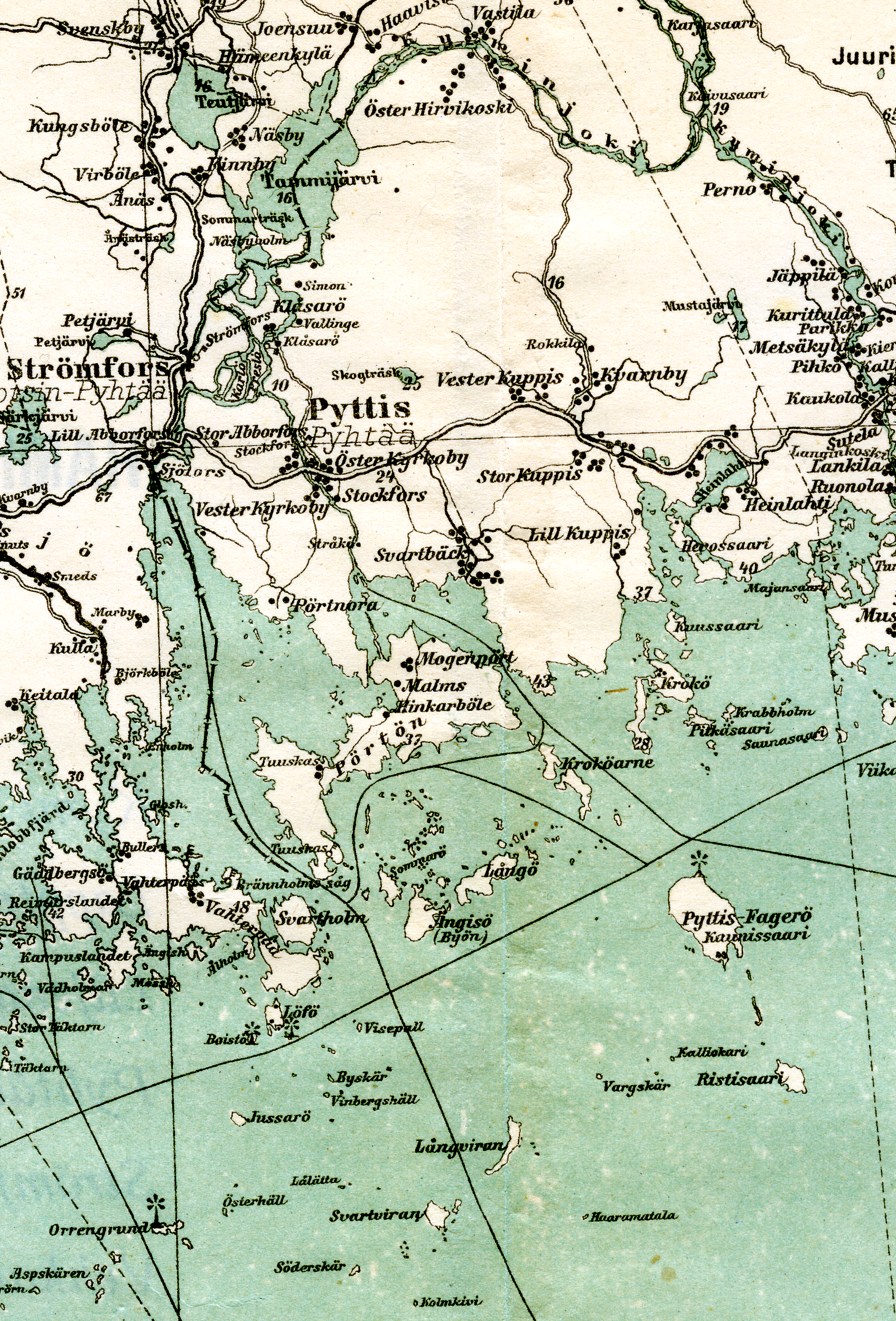
Karta över Pyttis 1908